# أبراو-ديورسو
أبراو-ديورسو (الروسية: Абрау-Дюрсо) هي مدينة في مقاطعة كراسنودار كراي في روسيا.